# Charac
Charac war ein persisches Längenmaß.
- 1 Charac = 0,26 Zentimeter